# Art feminista

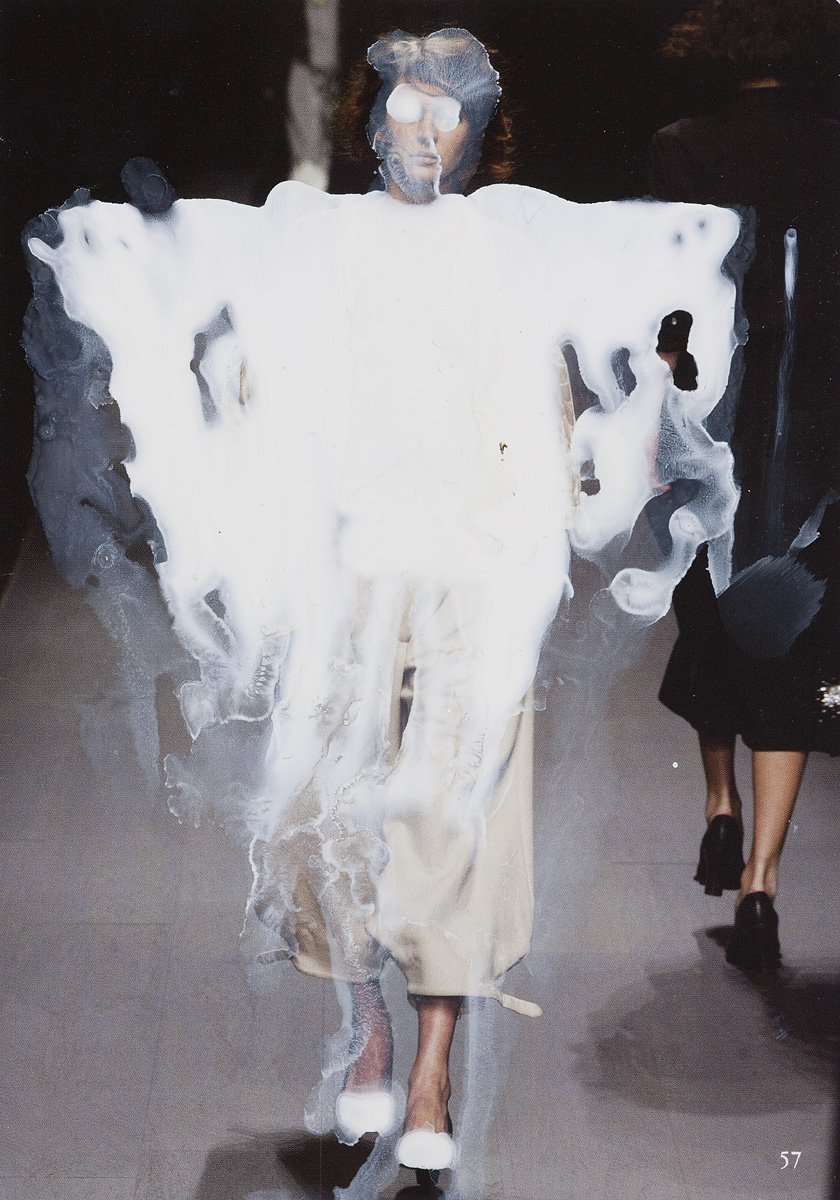
Mary Schepisi, la bellesa Interrompuda, 2011

L'art feminista és una categoria de l'art associat amb el moviment feminista de finals de la dècada de 1960 i els anys 70. L'art feminista destaca les diferències polítiques i socials que les dones experimenten a les seves vides. L'objectiu esperançador d'aquesta forma d'art és transformar el món, cap a la igualtat i l'alliberament. Els mitjans utilitzats s'estenen en una àmplia gamma: des de pràctiques d'art tradicional com la pintura fins a mètodes menys convencionals com performance, art conceptual, art corporal, craftivisme, vídeo, pel·lícula, i art tèxtil. L'art feminista ha servit com una força innovadora per a expandir la definició d'art a través de la incorporació d'una nova perspectiva i unes noves pràctiques.

## Història
Històricament parlant, les dones artistes, quan han existit, en gran part s'han mantingut a l'ombra: no hi ha cap Michelangelo o Da Vinci equivalent en dona. A Per Què No Hi Ha Hagut Grans Dones Artistes Linda Nochlin va escriure, "La culpa no rau en les nostres estrelles, les nostres hormones, els nostres cicles menstruals, o els nostres buits espais interns, sinó en les nostres institucions i la nostra educació". A causa de la funció històrica de les dones com a cuidadores, la majoria de dones eren incapaces de dedicar temps a crear art. A més a més, les dones rarament tenien l'entrada permesa a escoles d'art, i gairebé mai se'ls hi permetia assistir a classes de dibuix al natural de cossos nus per por d'indecència. Per això, les dones artistes eren en gran part dones riques amb temps de lleure que van ser educades pels seus pares o oncles i que produïen bodegons, paisatges, o retrats. Els exemples inclouen Anna Claypoole Peale i Mary Cassatt.
L'art feminista pot ser conflictius de definir ja que abraça elements personals i polítics molt diversos, diferents a cada individu. Llavors, és tot l'art fet per una feminista, art feminista? Pot ser art feminista el resultat d'una artista que no es defineix com a tal? Lucy R. Lippard va declarar l'any 1980 que l'art feminista "no era ni un estil ni un moviment sinó un sistema de valor, una estratègia revolucionària, una forma de vida." Emergint a finals de la dècada dels '60, el moviment d'art feminista va ser inspirat per les protes estudiantils de 1960's, el moviment de drets civils, i elFeminisme de la Segona Onada. A través de la crítica a les institucions que promouen el sexisme i el racisme, estudiants, les persones racialitzades i les dones eren capaces d'identificar i intentar arreglar la desigualtat. Les dones artistes van utilitzar les seves obres, protestes, col·lectius, i registres de dones en l'art per ajudar a entendre injustícies en el món de l'art. La primera ona d'art feminista va ser establerta a mitjan segle xix. A principis dels 1920s, amb la dona obtenint el dret a vot a Amèrica, l'ona de liberalització s'estén a través del món. El canvi lent i gradual en art feminista va començar obtenir impuls als anys 1960's.

### 1960s
Abans del 1960s la majoria de les obres fetes per dones no contenien contingut feminista, en el sentit que no anaven adreçades ni criticaven les condicions a les que les dones havien de fer front. Les dones eren més sovint els temes de l'art, que artistes d'aquest. Històricament, el cos femení va ser considerat com a objecte de desig que existia per al plaer dels homes. A principis del segle xx, obres que presumien de la sexualitat femenina – la pin-up com a principal exemple– va començar a ser produït. A finals dels 1960s hi hi havia un excés d'art femení que trencava la tradició de representar les dones les dones exclusivament en peces de roba sexualitzadores.
Per tal d'obtenir reconeixement, moltes artistes van lluitar per deslligar la seva feina del gènere per tal de competir en un món d'art masculí dominant. Si una obra no va "semblava" com si hagués estat fet per una dona, llavors l'estigma associat a les dones no s'aferraria a la seva feina, de manera que donaria a la seva obra integritat pròpia. L'any 1963 Yayoi Kusama va crear Oven-Pan – que formava part d'una gran col·lecció d'obres a les que es referia com a escultures d'agregació. Com en altres obres d'aquella col·lecció, Oven-Pan agafa un objecte associat amb la feina de les dones – en aquest cas una cassola de metall – i la cobreix completament amb grumolls bulbosos del mateix material. Aquest és un primerenc exemple feminista de dones artistes trobant maneres de trencar amb la funció tradicional de les dones en la societat. Col·locar els trossos bulbosos del mateix color i material que la cassola de metall treu completament la funcionalitat de la cassola, i – en un sentit metafòric – la seva associació amb la dona. Les protrusions treuen el gènere de l'element no només inutilitzant la funció de cassola per a la cuina, sinó també fent-la lletja. Abans d'aquesta era, una feina comuna per a les dones consistia en fer coses boniques i decoratives com ara paisatges i edredons, mentre que les obres de les artistes més contemporanies estava esdevenint atrevides o fins i tot rebel.
Cap al final de la dècada, les idees progressistes de crítica social van començar a presentar que la ideologia d'idea dominant que havia estat acceptada havia de ser denunciada per no ser neutral. També se suggeria que el món de l'art com a entitat, s'havia dirigit per institucionalitzar dins seu la idea de masclisme. Durant aquest temps, hi va haver un renaixement de diversos suports que havien estat situats al baix de tot de la jerarquia estètica per la història d'art, com ara l'acoltejat (o quilting). Aquesta rebel·lió contra la ideologia socialment construïda del rol d'una dona dins l'art van encendre el naixement d'un nou estàndard del subjecte dona. On feia un temps, el cos femení havia estat vist com un objecte per a la mirada masculina, llavors esdevenia considerada com una arma en contra de les construccions de gènere.
Amb l'obra Cut Piece de Yoko Ono 1964, l'performance va començar a obtenir popularitat en l'obra artística feminista com a forma d'anàlisi crítica en els valors socials del gènere. En aquesta obra, Yoko Ono es mostra agenollada al terra amb un parell de tisores davant del seu. Convida l'audiència a tallar d'un en un, un retall de la seva roba fins que finalment es queda agenollada amb parracs de la seva roba i roba interior. Aquesta relació íntima creada entre el subjecte (Ono) i l'audiència tractava la idea de gènere en el sentit que Ono esdevenia l'objecte sexual. Al restar immòbil mentre se li van retallant peces de la seva roba, es mostra la posició social d'una dona que és considerada com un objecte mentre l'audiència arriba al punt de tallar el seu sostenidor.

### 1970s
Durant la dècada de 1970, l'art feminista va continuar proporcionant un mitjà per desafiar la posició de les dones en la jerarquia social. L'objectiu per a les dones era assolir un estat d'equilibri amb el seu homòleg masculí. L'obra de Judy Chicago, The Dinner Party (1979), àmpliament considerada la primera obra artística feminista èpica, emfatitza aquesta idea d'un recentment descobert empoderament femení a través de l'ús de transformar una taula de sopar – una associació al rol femení tradicional – en un triangle equilàter. Cada costat té un número igual de plats dedicats a una dona específica dins la història. Això servia per trencar la idea que les dones són subjugades per la societat. Mirant al context històric, els 1960s i 1970s van servir com a era destacada on les dones van començar a celebrar noves formes de llibertat. Dones apuntant-se a les forces armades, la legalitació de tècniques de control de natalitat, la lluita cap a la igualtat de salaris, els drets civils, i el cas Roe contra Wade (1973) o la decisió per legalitzar l'avortament, van ser temes que van quedar reflectits en l'obra artística. Tals llibertats, tanmateix, no es van limitar a la política.
Tradicionalment, ser capaç de capturar de manera experta el nu damunt tela o en escultura representava haver adquirit un alt nivell artístic. Per tal d'assolir aquell nivell, es requeria tenir accés a models al natural. Mentre que als homes artistes se'ls va donar aquest privilegi, es considerava impropi per una dona de veure un cos despullat. Com a resultat, les dones van ser forçades a enfocar la seva atenció a l'anomenat art "decoratiu", essent aquest darrer professionalment menys valorat. Als 1970s, però, la lluita cap a la igualtat s'estenia a les arts. Cada vegada més i més dones van començar a inscriure's a les acadèmies d'art. Per la majoria d'aquests artistes, l'objectiu no era pintar com els mestres tradicionals, sinó aprendre les seves tècniques i manipular-les de manera que va desafiés les visions tradicionals de les dones.
Mary Beth Edelson en l'obra "Some Living American Women Artists / Last Supper (1972)" es va apropiar de l'obra L'Últim Sopar de Leonardo da Vinci amb els caps de notables dones artistes encolades sobre els caps de Jesucrist i els seus apòstols. Aquesta imatge, adreçant-se al rol de subordinació de les dones en la històrica iconografia religiosa i l'artística, esdevenia "una de les imatges més icòniques del moviment d'art feminista."
La fotografia esdevenia un medi comú utilitzat per artistes feministes. Va ser utilitzat, de moltes maneres, per mostrar la dona "real". Per exemple, l'any 1979 Judith Black va fer-se un autoretrat representant el seu cos. Va mostrar el cos d'envellint de l'artista i tots els seus defectes en un intent de retratar-se com a ésser humà en comptes d'un símbol sexual idealitzat. Hannah Wilke també va utilitzar la fotografia com a mode d'expressar una representació no tradicional del cos femení. En la seva col·lecció de 1974 que va anomenar S.O.S - Stratification Object Series, Wilke es va utilitzar com a subjecte. Es va retratar en topless amb diverses peces de xiclet en forma de vulves per tot el seu cos, en una demostració metafòrica de com s'utilitzen les dones en la societat: mastegades i escopides. L'any 1975 a Hongria, Budapest Orshi Drozdik amb nom de naixement Drozdik Orsolya mentre estudiava a l'Acadèmia Hongaresa de Belles Arts, va examinar documents historics de models nus del S.XIX i inicis del S.XX que pertanyien a la biblioteca de l'acadèmia. Els va refotografiar i va exhibir les fotos com a obra pròpia. Aquell mateix any va projectar les imatges dels models al natural al seu propi cos nu, ho va fotografiar i va fer performances titulades NudeModel en el qual es va exhibir com a dona artista dibuixant una model nua.
En aquests moments, hi hi havia un gran focus rebel·lant-se contra la "dona tradicional". Amb això, va arribar una reacció violenta tan d'homes com de dones que sentien que la seva tradició quedava amenaçada. De mostrar dones com a icones glamouroses a mostrar destorbadores siluetes de dones (una manifestació artística de l'empremta que es deixa en les víctimes de violació) en el cas d'Ana Mendieta, remarcaven certes formes de degradació que la cultura popular havia fallat en reconèixer plenament.
Mentre l'obra d'Ana Mendieta estava enfocada en temàtiques serioses, altres artistes, com Lynda Benglis, va agafar una postura més satírica en la lluita cap a igualtat. En una de les seves fotografies publicade en Artforum, és representada despullada amb un tallat de cabells curt, ulleres de sol, i un dildo col·locat en la zona púbica. Alguns van trobar aquesta radical foto "vulgar" i "pertorbadora" i d'altres, tanmateix, van veure una expressió desigual balança entre els gèneres en el sentit que la seva foto va ser criticada més durament que l'homòleg masculí, Robert Morris, qui va posar sense samarreta amb cadenes al voltant del coll com a signe de submissió. En aquell moment, la representació d'una dona dominant era altament criticada i, en alguns casos, qualsevol art femení representant la sexualitat es percebia com a pornogràfic.
A diferència de la representació dominant de Benglis per exposar desigualtat en el gènere, Marina Abramovic va utilitzar la subjugació com a forma de desenmascarar la posició de dones en la societat que va horroritzar més que destorbar l'audiència. En la seva performance Rhythm 0 (1974), Ambramovic empeny no només els seus límits, sinó també els límits de la seva audiència, presentant-se al públic amb 72 objectes diferents que van des d'unes plomes i perfum a un rifle i una bala. Les seves instruccions són senzilles; ella és l'objecte i l'audiència pot fer amb ell el que vulgui durant les següents sis hores. La seva audiència té control absolut mentre ella es manté immòbil. Finalment esdevenen més salvatges i comencen a violar el seu cos – en un moment donat, un home l'apunta el rifle – fins i tot quan la peça acaba l'audiència entra en frenesí i marxa corrent amb por, com si no poguessin arribar a entendre el què acaba de passar. En aquesta emotiva performance, Ambramovic descriu el potent missatge d'objectificació del cos femení mentre desenreda la complexitat de naturalesa humana.
L'any 1975, Barbara Deming va fundar The Money for Women Fund per donar suport a l'obra d'artistes feministes. Deming va ajudar a administrar el Fons, amb el suport de l'artista Mary Meigs. Després de la mort de Deming l'any 1984, l'organització va ser rebatejada com The Barbara Deming Memorial Fons. Avui, la fundació és l'agència de beques feminista més antiga" que "dona encoratjament i beques individuals a feministes en les arts (escriptores i artistes visuals)".

### 1980s
Tot i que l'art feminista és fonamentalment qualsevol camp que s'esforça per a aconseguir una igualtat de gènere, no és estàtic. És un projecte constantment canviant que "es forma i remodela en sí contínuament en relació als processos de vida de les lluites de les dones". No és una plataforma sinó una "dinàmica i autocrítica resposta". L'espurna feminista del 1960s i 1970s va ajudar a forjar un camí per l'art activista i identitari del 1980s. De fet, el significat d'art feminista va evolucionar tan de pressa que l'any 1980 Lucy Lippard va dirigir una exposició on "tota l'obra dels participants pertanyia al gran panorama d'art pel canvi social" encara que en una varietat de formes que soscava qualsevol indici que el "feminisme" significava un sol missatge polític o un sol tipus d'obra d'art. Aquesta obertura era un element clau per al futur desenvolupament social i creatiu del feminisme com a intervenció política i cultural."
Al 1985, el Museu d'Art Modern de Nova York va obrir una galeria que reclamava exhibir les obres d'art més reconegudes del l'art contemporani del moment. Dels 169 artistes escollits, només 13 era dones. Com a resposta a això, un grup anònim de dones va investigar els museus més influents d'art descobrint que a penes s'hi exhibia l'art fet per dones. Això va ser el naixement de les Guerrilla Girls que van dedicar el seu temps a lluitar contra el masclisme i el racisme en el món d'art a través de protestes, cartells, obres d'art i discursos públics. A diferència de l'art feminista previ al 1980s, les Noies de Guerrilla van introduir un efecte més atrevit capturant l'atenció per exposat el masclisme. L'objectiu dels seus cartells era mostrar el rol que les dones havien jugar en l'art mundial previ al moviment feminista. En un cas, la pintura La Grande Odalisque de Jean-Auguste-Dominique Ingres va ser utilitzada en un dels seus cartells on el retrat femení nu es mostrava amb una màscara de goril·la. Al costat hi havia escrit "Han d'estar despullades les dones per aconseguir entrar al Museu Met? Menys del 5% d'artistes en les Seccions d'Art Modernes són dones, però 85% del nuus són femenins". En agafar una obra famosa i remodelar-la per eliminar el seu propòsit previst per a la mirada masculina, el nu femení es converteix en quelcom diferent a un objecte desitjable.
La crítica de la mirada masculina i l'objectificació de les dones també es pot veure a la mirada de Barbara Kruger en l'obra Your Gaze Hits de Side of My Face. En aquesta obra veiem el bust de marbre d'una dona girada cap al costat. La il·luminació és dura, creant ombres i cantonades agudes per emfasitzar les paraules "la teva mirada fixa impacta el costat de la meva cara" escrita en negreta en vermell negre i blanc a la part inferior esquerre de l'obra. En aquella una frase, Kruger és capaç de comunicar la seva protesta sobre el gènere, la societat, i la cultura a través d'un llenguatge que pot ser associat amb una revista contemporània, per captar l'atenció de l'espectador.

### 1990s
Construint sobre exemples anteriors d'art feminista que havien incorporat tecnologies com el vídeo i la fotografia digital, les artistes feministes en la dècada de 1990 van experimentar amb mitjans digitals, com el World Wide Web, l'hypertext i la codificació, l'art interactiu, i els mitjans streaming. Algunes obres, com My Boyfriend Came Back From The War (1996) d'Olia Lialina, va utilitzar hypertext i imatges digitals per crear una experiència no-lineal sobre el gènere, la guerra, i el trauma. Altres obres, com Bindigirl (1999) de Prema Murthy, combinaven performance amb streaming vídeo, xat en directe, i una pàgina web per interrogar el gènere, el colonialisme, i el consumisme online. Obres com els cossos Bodies© INCorporated (1997) de Victoria Vesna utilitzaven medis de realitat virtual com el modelatge 3D i VRML per satiritzar la mercantilització del cos en la cultura digital.
Hi ha d'altres obres d'aquesta dècada tractant sobre cyberfeminisme i col·lectius cyberfeministes com VNS Matrix, OBN/Old Boys Network, i subRosa.

## Promovent art feminista
A la dècada de 1970, la societat començava a esdevenir obert al canvi i les persones van començar per adonar-se que hi hi havia un problema amb els estereotips de gènere. L'art feminista va esdevenir una manera popular d'adreçar les preocupacions socials del feminisme que va emergir en el tardà 1960s a 1970s. La creació i la publicació de la primera revista feminista va ser publicada al 1972. Ms. Magazine va ser la primera revista nacional en destacar les veus feministes, fer les idees feministes accessibles al públic, i donar suport a la feina d'artistes feministes. Com el món de l'art, la revista va utilitzar els mitjans per estendre els missatges del feminisme i posar atenció a la manca d'igualtat de gènere en la societat. La co-fundadora de la revista, Gloria Steinem, va encunyar la famosa cita, "Una dona necessita un home com un peix necessita una bicicleta", la qual demostra el poder de dones independents; aquest eslògan va ser sovint utilitzat per activistes.

## Efecte d'art feminista damunt societat
Lucy R. Lippard va argumentar l'any 1980 que l'art feminista no era "ni un estil ni un moviment sinó un sistema de valor, una estratègia revolucionària i una forma de viure." Aquesta cita recalca el fet que l'art feminista afecta tots els aspectes de la vida. Les dones de la nació estaven determinades a fer sentir les seves veus per sobre del xivarri de disgust, i la igualtat els possibilitaria obtenir feines iguals als homes i adquirir drets i agència sobre els seus cossos. L'art era el medi usat per aconseguir traspassar el missatge; era la seva plataforma. L'art feminista dona suport a aquesta reclamació perquè l'art va començar per desafiar idees preconcebudes sobre el rol de les dones. El missatge d'igualtat de gènere en les obres feministes ressonen en l'audiència perquè el desafiament de les normes socials fa que la gent es pregunti, per exemple, si hauria d'estar socialment acceptat que les dones duguin roba d'home

## Exemple d'art feminista
La revista i l'augment del feminisme van transcórrer durant els mateix temps que les artistes feministes esdevenien més populars, i n'és un exemple Judy Dater. Començant la seva carrera artística a San Francisco, un centre cultural de diferents classes d'art i feines creatives, Dater va mostrar les seves fotografies feministes en museus i obtenint renom i publicitat per la seva feina. La temàtica de l'obra artística de Dater se centrava en dones que desafiaven els rols estereotipats de gènere, com la manera de posar en una fotografia. Veure una dona vestida de roba masculina va ser rara, significant una declaració de suport al moviment feminista i moltes persones van conèixer la lluita apassionada sobre la igualtat de drets de l'autora. Dater també fotografiava dones nues, en els quals intentava mostrar els cossos de les dones forts, potents i com a celebració. Les fotografies van captar l'atenció d'espectadors a causa de la seva excepcionalitat i perquè eren imatges mai vistes que no hi cabien necessàriament en la societat.

## Galeria

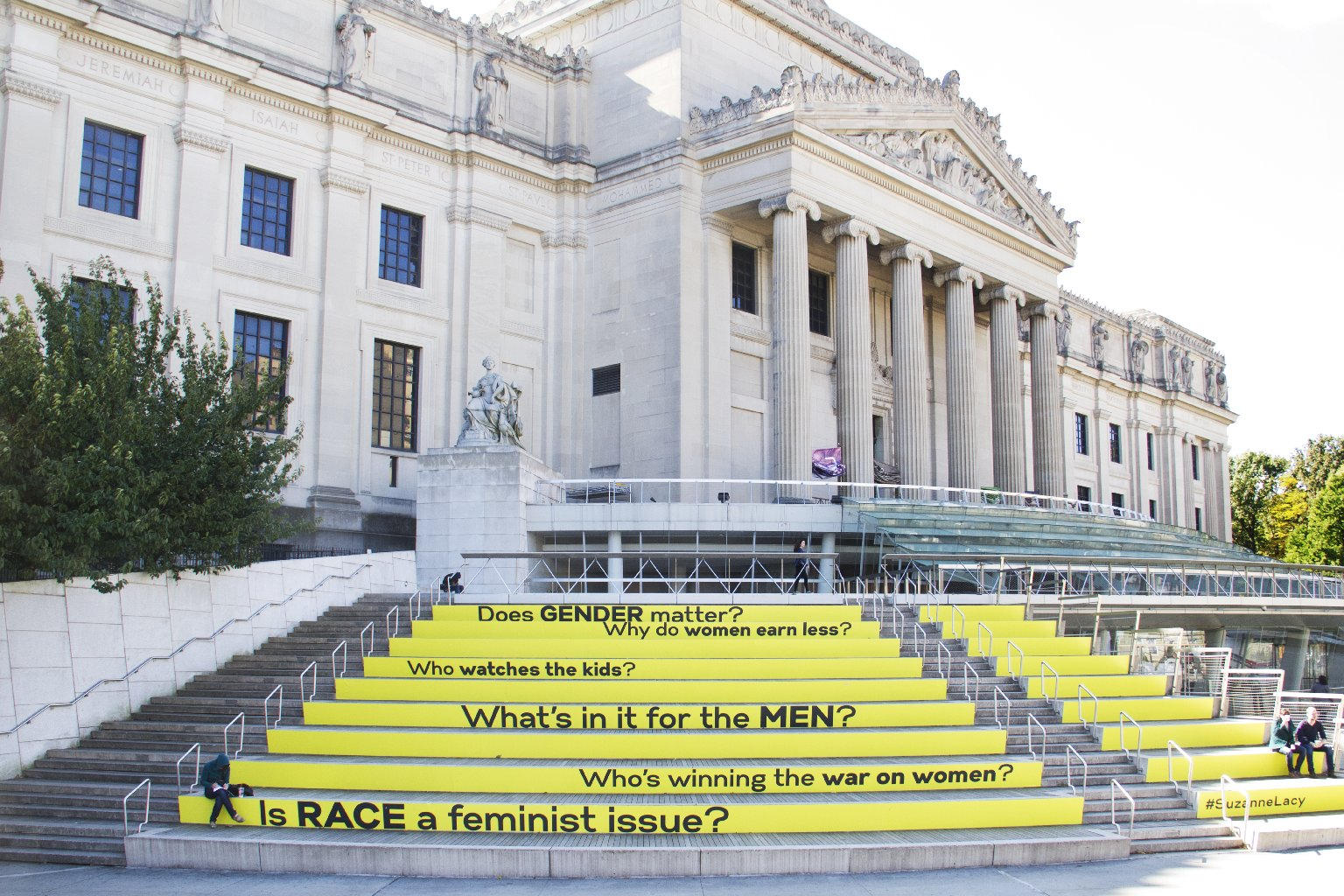
Suzanne Lacy, Entre la Porta i el Carrer, 2013, Temps Creatiu i l'Elizabeth Un. Sackler Centre per Art Feminista, Brooklyn Museu d'Art[nb 1]
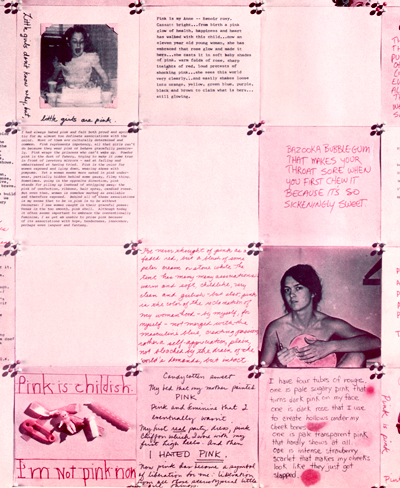
Sheila de Bretteville, Rosa, cartell, 1973. La foto proporcionada per Sheila de Bretteville.
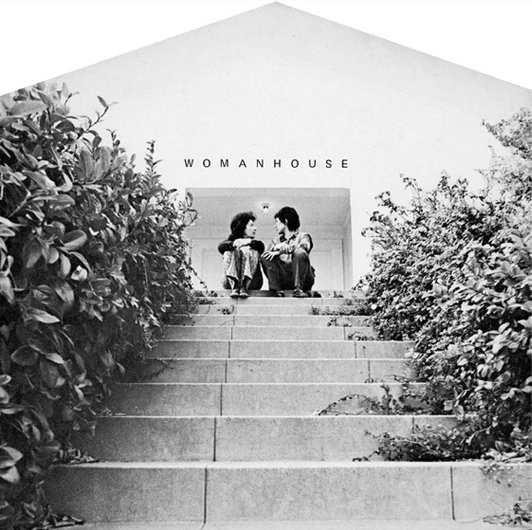
Womanhouse, instal·lació i espai d'actuació, 1972, va organitzar per Judy Chicago i Miriam Schapiro, al Programa d'Art Feminista en Fresno, CA.